# Michelsrombach
Michelsrombach ist ein Stadtteil von Hünfeld im osthessischen Landkreis Fulda.

## Geographie
Der Stadtteil Michelsrombach liegt an den nördlichen Ausläufern der Rhön und gehört zum Biosphärenreservat Rhön, und zwar 1,8 km südlich und 7,4 km westlich von Hünfeld. Am Ortsrand treffen sich zwei Landesstraßen. Die Bundesautobahn 7 verläuft östlich des Ortes.

## Geschichte

### Ortsgeschichte
Die älteste Erwähnung eines Ortes „Ruochenbach“ stammt aus der Zeit zwischen 794 und 800. Die historische Quelle findet sich in einem Kopiar, das um 1200 entstand. Diese ist der Bericht des Eigils über das Leben des vierten Abtes von Fulda Sturmius. Darin geht es um die Suche nach einem geeigneten Platz zur Errichtung einer Einsiedelei, die 742/43 in Haerulfisfeld errichtet wurde. Dabei fanden die Mönche einen Ort, der Ruochenbach genannt wurde (... in loco qui Ruochenbach dicitur).
Die Originalstelle aus der "Vita Sturmi" lautet:
"Navem egressi perambulantes circumquaque et considerantes terram, montes, colles, superioraet inferiora explorantes, ubi Dominus servis suis in solitudine ad inhabitandum demonstraret locum, tertio demum die adlocum pervenerunt, ubi flumen quod dicitur Luodera intrat in Fuldam.
Inde reversa nave coeperunt ad propriam remeare cellam, nihil tale reperientes, quod eorum placuisset obtutibus, praeter quod paulisper demorati sunt in loco qui dicitur Ruohenbach, ubi eis visum fuerat posse servos Dei utcumque sum fuerat posse servos Dei utcumque esse, non tarnen per omnia aestimantes venerando episcopo placuisse."
Im Jahre 980 werden die Gewässernamen Fulda und Ruhunbach in einer Urkunde erwähnt: „de Vulda in Ruhunbach.“.
Erst seit dem 14. Jahrhundert findet man eine Differenzierung des Ortsnamens
statt. Zuerst unterschied man zwischen den Orten Michelsrombach (1345) und Fraurombach. Die Unterscheidung erfolgte hier nach der Lage der Siedlungen am Ober- und Unerlauf des Rombachs: Fraurombach war 1343: „inferioiri Ruhembach“ (das untere Rombach), Michelsrombach 1345: „superior villa Rombach“ (das obere Rombach). Beide Orte an der Rombach wurden am Ende des 15. Jahrhunderts nach ihrem jeweiligen Kirchenpatrozinium umbenannt. 1498 findet sich in einem Kopiar, das um 1500 entstand, der Eintrag: „michels- vnd frawen Rombach“. Die Kirchenpatrozinien waren Sankt Michael und die Jungfrau Maria. Der dritte Ort an der Rombach, Oberrombach (Hünfeld) kann seinen Namen erst erhalten haben, nachdem aus dem früheren oberen Rombach Michelsrombach geworden war. 1552: „Obernrombach“. 1596 wird auch dieser Ortsname zeitweise nach dem dortigen Patronzinium genannt: „Johannes Rombach“.
Die weitere Entwicklung des Ortsnamens zu Michelsrombach sei kurz skizziert: 1345 wird „superior villa Rohenbach“ in einem Kopiar genannt. Hier wird die Siedlungsform des Ortes mit villa angegeben.
1498 werden „michels und frawen Rombach“ unteschieden. 1512 heißt es „... zuo Michels Rombach.“
Die Namensforschung überträgt den Gewässernamen Rombach als Ableitung des Rufnamens „Ruoho“.

### Neuzeit
Eine neue Kirche wurde 1966/67 erbaut.
Zum 1. Februar 1971 wurde die bis dahin selbständige Gemeinde Michelsrombach im Zuge der Gebietsreform in Hessen auf freiwilliger Basis in die Stadt Hünfeld eingemeindet.
Für Michelsrombach wurde, wie für die übrigen bei der Gebietsreform nach Hünfeld eingegliederten Gemeinden, ein Ortsbezirk gebildet.

### Verwaltungsgeschichte im Überblick
Die folgende Liste zeigt die Staaten und Verwaltungseinheiten, denen Michelsrombach angehört(e):
- vor 1803: Heiliges Römisches Reich, Hochstift Fulda, Amt/Oberamt Burghaun
- 1803–1806: Heiliges Römisches Reich, Fürstentum Nassau-Oranien-Fulda, Fürstentum Fulda, Amt Burghaun
- 1806–1810: Kaiserreich Frankreich, Fürstentum Fulda (Militärverwaltung)
- 1810–1813: Großherzogtum Frankfurt, Departement Fulda, Distrikt Haselstein
- ab 1816: Kurfürstentum Hessen, Großherzogtum Fulda, Amt Burghaun
- ab 1821/22: Kurfürstentum Hessen, Provinz Fulda, Kreis Hünfeld[18][Anm. 2]
- ab 1848: Kurfürstentum Hessen, Bezirk Fulda
- ab 1851: Kurfürstentum Hessen, Provinz Fulda, Kreis Hünfeld
- ab 1867: Norddeutscher Bund[Anm. 3], Königreich Preußen, Provinz Hessen-Nassau, Regierungsbezirk Kassel, Kreis Hünfeld
- ab 1871: Deutsches Reich,  Königreich Preußen, Provinz Hessen-Nassau, Regierungsbezirk Kassel, Kreis Hünfeld
- ab 1918: Deutsches Reich, Freistaat Preußen, Provinz Hessen-Nassau, Regierungsbezirk Kassel, Kreis Hünfeld
- ab 1944: Deutsches Reich, Freistaat Preußen, Provinz Kurhessen, Landkreis Hünfeld
- ab 1945: Amerikanische Besatzungszone, Groß-Hessen, Regierungsbezirk Kassel, Landkreis Hünfeld
- ab 1946: Amerikanische Besatzungszone, Hessen, Regierungsbezirk Kassel, Landkreis Hünfeld
- ab 1949: Bundesrepublik Deutschland, Hessen, Regierungsbezirk Kassel, Landkreis Hünfeld
- ab 1971: Bundesrepublik Deutschland, Hessen, Regierungsbezirk Kassel, Landkreis Hünfeld, Stadt Hünfeld[Anm. 4]
- ab 1972: Bundesrepublik Deutschland, Hessen, Regierungsbezirk Kassel, Landkreis Fulda, Stadt Hünfeld

## Bevölkerung
Einwohnerentwicklung
| Quelle: Historisches Ortslexikon               |
| • 1569: 45 Steuernde [Fuld. Akten v. Trümbach] |
| • 1789: 33 Bauern, 35 Hüttner und 26 Beisassen |
| • 1812: 70 Feuerstellen, 553 Seelen            |

| Michelsrombach: Einwohnerzahlen von 1812 bis 2015 | Michelsrombach: Einwohnerzahlen von 1812 bis 2015 | Michelsrombach: Einwohnerzahlen von 1812 bis 2015 | Michelsrombach: Einwohnerzahlen von 1812 bis 2015 | Michelsrombach: Einwohnerzahlen von 1812 bis 2015 |
| --- | ------------------------------------------------- | ------------------------------------------------- | ------------------------------------------------- | ------------------------------------------------- |
| Jahr |                                                   |                                                   |                                                   | Einwohner                                         |
| 1812 | 1812                                              |                                                   | 553                                               | 553                                               |
| 1834 | 1834                                              |                                                   | 888                                               | 888                                               |
| 1840 | 1840                                              |                                                   | 966                                               | 966                                               |
| 1846 | 1846                                              |                                                   | 923                                               | 923                                               |
| 1852 | 1852                                              |                                                   | 917                                               | 917                                               |
| 1858 | 1858                                              |                                                   | 834                                               | 834                                               |
| 1864 | 1864                                              |                                                   | 878                                               | 878                                               |
| 1871 | 1871                                              |                                                   | 766                                               | 766                                               |
| 1875 | 1875                                              |                                                   | 763                                               | 763                                               |
| 1885 | 1885                                              |                                                   | 698                                               | 698                                               |
| 1895 | 1895                                              |                                                   | 674                                               | 674                                               |
| 1905 | 1905                                              |                                                   | 551                                               | 551                                               |
| 1910 | 1910                                              |                                                   | 569                                               | 569                                               |
| 1925 | 1925                                              |                                                   | 619                                               | 619                                               |
| 1939 | 1939                                              |                                                   | 657                                               | 657                                               |
| 1946 | 1946                                              |                                                   | 999                                               | 999                                               |
| 1950 | 1950                                              |                                                   | 976                                               | 976                                               |
| 1956 | 1956                                              |                                                   | 889                                               | 889                                               |
| 1961 | 1961                                              |                                                   | 864                                               | 864                                               |
| 1967 | 1967                                              |                                                   | 938                                               | 938                                               |
| 1970 | 1970                                              |                                                   | 925                                               | 925                                               |
| 1980 | 1980                                              |                                                   | ?                                                 | ?                                                 |
| 1990 | 1990                                              |                                                   | ?                                                 | ?                                                 |
| 2000 | 2000                                              |                                                   | ?                                                 | ?                                                 |
| 2011 | 2011                                              |                                                   | 1.104                                             | 1.104                                             |
| 2015 | 2015                                              |                                                   | 1.139                                             | 1.139                                             |
| Datenquelle: Historisches Gemeindeverzeichnis für Hessen: Die Bevölkerung der Gemeinden 1834 bis 1967. Wiesbaden: Hessisches Statistisches Landesamt, 1968. Weitere Quellen: LAGIS; Stadt Hünfeld; Zensus 2011 |                                                   |                                                   |                                                   |                                                   |

Einwohnerstruktur 2011
Nach den Erhebungen des Zensus 2011 lebten am Stichtag, dem 9. Mai 2011, in Michelsrombach 1104 Einwohner. Darunter waren 9 (0,8 %) Ausländer.
Nach dem Lebensalter waren 210 Einwohner unter 18 Jahren, 483 zwischen 18 und 49, 240 zwischen 50 und 64 und 171 Einwohner waren älter.
Die Einwohner lebten in 447 Haushalten. Davon waren 117 Singlehaushalte, 126 Paare ohne Kinder und 165 Paare mit Kindern, sowie 33 Alleinerziehende und 6 Wohngemeinschaften. In 81 Haushalten lebten ausschließlich Senioren und in 321 Haushaltungen lebten keine Senioren.
Historische Religionszugehörigkeit
| • 1885: | 9 evangelische (= 1,29 %), 689 katholische (= 98,71 %) Einwohner  |
| • 1961: | 32 evangelische (= 3,70 %), 826 katholische (= 95,60 %) Einwohner |

## Politik
Für Michelsrombach besteht ein Ortsbezirk (Gebiete der ehemaligen Gemeinde Michelsrombach) mit Ortsbeirat und Ortsvorsteher nach der Hessischen Gemeindeordnung. Der Ortsbeirat besteht aus neuen Mitgliedern. Bei den Kommunalwahlen in Hessen 2021 betrug die Wahlbeteiligung zum Ortsbeirat 60,24 %. Es erhielten die CDU mit 82,81 % sieben Sitze, und die „Christliche Wähler-Einheit“ mit 17,19 % zwei Sitze. Der Ortsbeirat wählte Stefan Eckart (CDU) zum Ortsvorsteher.

## Infrastruktur
Den öffentlichen Personennahverkehr stellt die Lokale Nahverkehrsgesellschaft Fulda mit der Buslinie 73 sicher. Im Ort gibt es eine Mittelpunktgrundschule, ein Dorfgemeinschaftshaus, eine Kirche und eine Kindertagesstätte.
Weiter gibt es einen Sportplatz, einen Tennisplatz mit zwei Plätzen, ein Schützenhaus und ein Feuerwehrhaus.
Seit 2017 hat das Kinder- und Jugendhospiz die Kleinen Helden seinen Sitz im alten Forsthaus in Michelsrombach.
Seit 2021 findet ein Tegut teo seinen Platz am Königsküppel 15, in Michelsrombach.

## Vereine
- Sportverein »Hellas« Michelsrombach 1921 e. V. (mit Fußball, Tennis)
- Dartsportverein Michelsrombach e. V.
- Michelsrombacher Sportschützen 1968 e. V.
- Gesangverein 1951 »Buchfink« Michelsrombach e. V.
- Freiwillige Feuerwehr Michelsrombach
- VdK Ortsverband Michelsrombach
- Kolpingfamilie Michelsrombach
- Katholische Frauengemeinschaft Michelsrombach
- Heimat- und Geschichtsverein Michelsrombach
- DRK-Ortsgruppe Michelsrombach
- Die Familienbande
- Kirmesgesellschaft Michelsrombach
- Kinder- und Jugendhospiz Kleine Helden Osthessen e. V.